# Cicurina bandera
Cicurina bandera är en spindelart som beskrevs av Willis J. Gertsch 1992. Cicurina bandera ingår i släktet Cicurina och familjen kardarspindlar. Inga underarter finns listade i Catalogue of Life.